# Silvio Martinello
Silvio Martinello (Padova, 19 gennaio 1963) è un ex ciclista su strada e pistard italiano.
Professionista dal 1986 al 2003, fu cinque volte campione del mondo (due nell'americana, due nella corsa a punti e una nell'inseguimento a squadre) e campione olimpico ad Atlanta 1996 nella corsa a punti, e quattro volte vincitore della Sei giorni di Milano. Dal 2014 al 2019 ha lavorato alla Rai come commentatore tecnico nelle competizioni ciclistiche coadiuvando Francesco Pancani, essendo subentrato in tale ruolo a Davide Cassani, nominato C.T. della nazionale.

## Carriera
Originario di Tencarola (frazione di Selvazzano Dentro in provincia di Padova), su strada ottenne una ventina di successi in totale, fra cui spiccano due tappe al Giro d'Italia, una alla Vuelta a España, e la Milano-Vignola, storica corsa per le ruote veloci. Al Giro d'Italia 1996 vestì inoltre per quattro giorni la maglia rosa.
Mise in luce il suo grande potenziale soprattutto nelle competizioni su pista, dove riuscì ad imporsi in 28 Sei giorni, molte delle quali corse con Marco Villa; riuscì inoltre ad aggiudicarsi numerose medaglie ai campionati mondiali, sia nell'inseguimento a squadre, sia nella gara a punti, e soprattutto nell'americana, gara in cui in coppia con Villa non aveva rivali.
Riuscì a conquistare anche due medaglie olimpiche: un bronzo ai Giochi 2000 a Sydney, sempre con Villa, nell'americana e un oro nel 1996 ad Atlanta nella gara individuale a punti.
Ritiratosi dall'attività dopo 18 stagioni e a quarant'anni di età nel 2003, ha iniziato a collaborare attivamente con la Rai fornendo il suo parere tecnico per il Giro d'Italia, i Campionati del mondo e il Tour de France.

## Palmarès

### Strada
- 1983 (dilettanti)

Giro del Belvedere
La Popolarissima
2ª tappa Niederösterreich Rundfahrt
- 1990 (Jolly, una vittoria)

3ª tappa Vuelta a España (Dénia > Murcia)
- 1991 (Gis Gelati, quattro vittorie)

4ª tappa Tirreno-Adriatico (Fossacesia > Chiaravalle)
1ª tappa Giro del Trentino (Riva del Garda > Trento)
18ª tappa Giro d'Italia (Pozza di Fassa > Castelfranco Veneto)
Milano-Vignola
- 1992 (Mercatone Uno, una vittoria)

4ª tappa Tre Giorni di La Panne (De Panne > De Panne)
- 1996 (Saeco, una vittoria)

1ª tappa Giro d'Italia (Atene > Atene)
- 1997 (Saeco, quattro vittorie)

2ª tappa Giro di Puglia (Bari > Lecce)
Classifica generale Giro di Puglia
4ª tappa Setmana Catalana (Andorra la Vella > Santa Coloma de Gramenet)
2ª tappa Vuelta a Galicia (Ferrol > Monforte de Lemos)
- 1998 (Polti, tre vittorie)

4ª tappa Quattro Giorni di Dunkerque (Gravelines > Loon-Plage)
3ª tappa, 2ª semitappa Rheinland-Pfalz-Rundfahrt (Ludwigshafen > Landau)
7ª tappa Rheinland-Pfalz-Rundfahrt (Bitburg > Bad Neuenahr)
- 1999 (Polti, una vittoria)

3ª tappa Tour de Suisse (Losanna > Küssnacht am Rigi)

#### Altri successi
- 1993 (Mercatone Uno)

Criterium di Schorndorf
- 1994 (Mercatone Uno)

Classifica punti Vuelta a los Valles Mineros
- 2002

Köln-Longerich (Derny, con Andreas Kappes)
Criterium di Metzingen

### Pista
- 1983

Campionati italiani, Corsa a punti Dilettanti
- 1985

Campionati italiani, Corsa a punti Dilettanti
Campionati del mondo, Inseguimento a squadre Dilettanti (con Roberto Amadio, Gianpaolo Grisandi e Massimo Brunelli)
- 1989

Campionati italiani, Inseguimento individuale
- 1990

Sei Giorni di Bassano del Grappa (con Volker Diehl)
Campionati italiani, Corsa a punti
- 1991

Campionati italiani, Corsa a punti
- 1995

Sei giorni di Grenoble (con Marco Villa)
Campionati italiani, Corsa a punti
Campionati italiani, Americana (con Marco Villa)
Coppa del mondo, Americana (Manchester, con Marco Villa)
Campionati del mondo, Corsa a punti
Campionati del mondo, Americana (con Marco Villa)
- 1996

Sei giorni di Milano (con Marco Villa)
Sei giorni di Brema (con Marco Villa)
Sei Giorni di Bassano del Grappa (con Marco Villa)
Campionati italiani, Corsa a punti
Campionati italiani, Americana (con Marco Villa)
Sei giorni di Herning (con Bjarne Riis)
Sei giorni di Bordeaux (con Marco Villa)
Giochi olimpici, Corsa a punti
Campionati del mondo, Americana (con Marco Villa)
- 1997

Sei giorni di Milano (con Marco Villa)
Sei giorni di Zurigo (con Marco Villa)
Sei giorni di Medellín (con Marco Villa)
Sei giorni di Bordeaux (con Marco Villa)
Campionato del mondo, Corsa a punti
Campionati italiani, Corsa a punti
- 1998

Sei giorni di Milano (con Étienne De Wilde)
Sei giorni di Dortmund (con Rolf Aldag)
Sei giorni di Berlino (con Marco Villa)
Sei giorni di Gand (con Marco Villa)
Sei giorni di Copenaghen (con Marco Villa)
Campionati italiani, Corsa a punti
Coppa del mondo, Americana (Berlino, con Andrea Collinelli)
Coppa del mondo, Americana (Hyères, con Marco Villa)
- 1999

Sei giorni di Milano (con Marco Villa)
Sei giorni di Monaco di Baviera (con Andreas Kappes)
Coppa del mondo, Corsa a punti (Fiorenzuola)
- 2000

Sei giorni di Gand (con Matthew Gilmore)
Sei giorni di Brema (con Andreas Kappes)
Sei giorni di Berlino (con Marco Villa)
Sei giorni delle Rose (con Andrea Collinelli)
Sei giorni di Stoccarda (con Andreas Kappes)
Campionati italiani, Corsa a punti
Campionati italiani, Americana (con Andrea Collinelli)
- 2001

Sei giorni di Berlino (con Rolf Aldag)
Sei giorni di Monaco di Baviera (con Erik Zabel)
Sei giorni di Stoccarda (con Marco Villa)
- 2002

Sei giorni di Berlino (con Rolf Aldag)
Sei giorni di Amsterdam (con Marco Villa)

## Piazzamenti

### Grandi Giri
- Giro d'Italia

1988: 107º
1989: 108º
1990: 149º
1991: 101º
1992: 99º
1994: ritirato (15ª tappa)
1995: 92º
1996: ritirato (14ª tappa)
1998: fuori tempo (17ª tappa)
2000: 105º
- Tour de France

1994: 94°
1995: ritirato (9ª tappa)
1998: non partito (6ª tappa)
1999: 114º
- Vuelta a España

1987: ritirato (7ª tappa)
1990: ritirato (7ª tappa)
1992: 127º

### Classiche monumento
- Milano-Sanremo

1986: 25º
1988: 51º
1989: 42º
1991: 18º
1992: 128º
1993: 36º
1994: 51º
1997: 95º
1998: 114º
- Giro delle Fiandre

1992: 61º
1994: 36º
1996: 105º
1997: ritirato

### Competizioni mondiali
- Campionati del mondo su pista

Zurigo 1983 - Corsa a punti Dilettanti: 7º
Bassano del Grappa 1985 - Inseguimento a squadre: vincitore
Colorado Springs 1986 - Corsa a punti: 10º
Lione 1989 - Corsa a punti: 4º
Stoccarda 1991 - Corsa a punti: 8º
Bogotá 1995 - Americana: vincitore
Bogotá 1995 - Corsa a punti: vincitore
Manchester 1996 - Americana: vincitore
Manchester 1996 - Corsa a punti: 3º
Perth 1997 - Americana: 2º
Perth 1997 - Corsa a punti: vincitore
Bordeaux 1998 - Americana: 2º
Bordeaux 1998 - Corsa a punti: 3º
Berlino 1999 - Corsa a punti: 5º
Manchester 2000 - Americana: 6º
Manchester 2000 - Corsa a punti: 7º
- Giochi olimpici

Los Angeles 1984 - Corsa a punti: 16º
Los Angeles 1984 - Inseguimento a squadre: 4º
Atlanta 1996 - Corsa a punti: vincitore
Sydney 2000 - Corsa a punti: 8º
Sydney 2000 - Americana: 3º

### Competizioni europee
- Campionati europei su pista

Svizzera 1996 - Americana: 4°
Belgio 2000 - Americana: 2°
2001 - Americana: 2°

## Riconoscimenti
- Medaglia d'oro al valore atletico nel 1985, 1995, 1996 e 1997
- Premio Bici al Chiodo dell'Associazione Nazionale Ex Corridori Ciclisti nel 2004